# Michael Brand (Politiker)

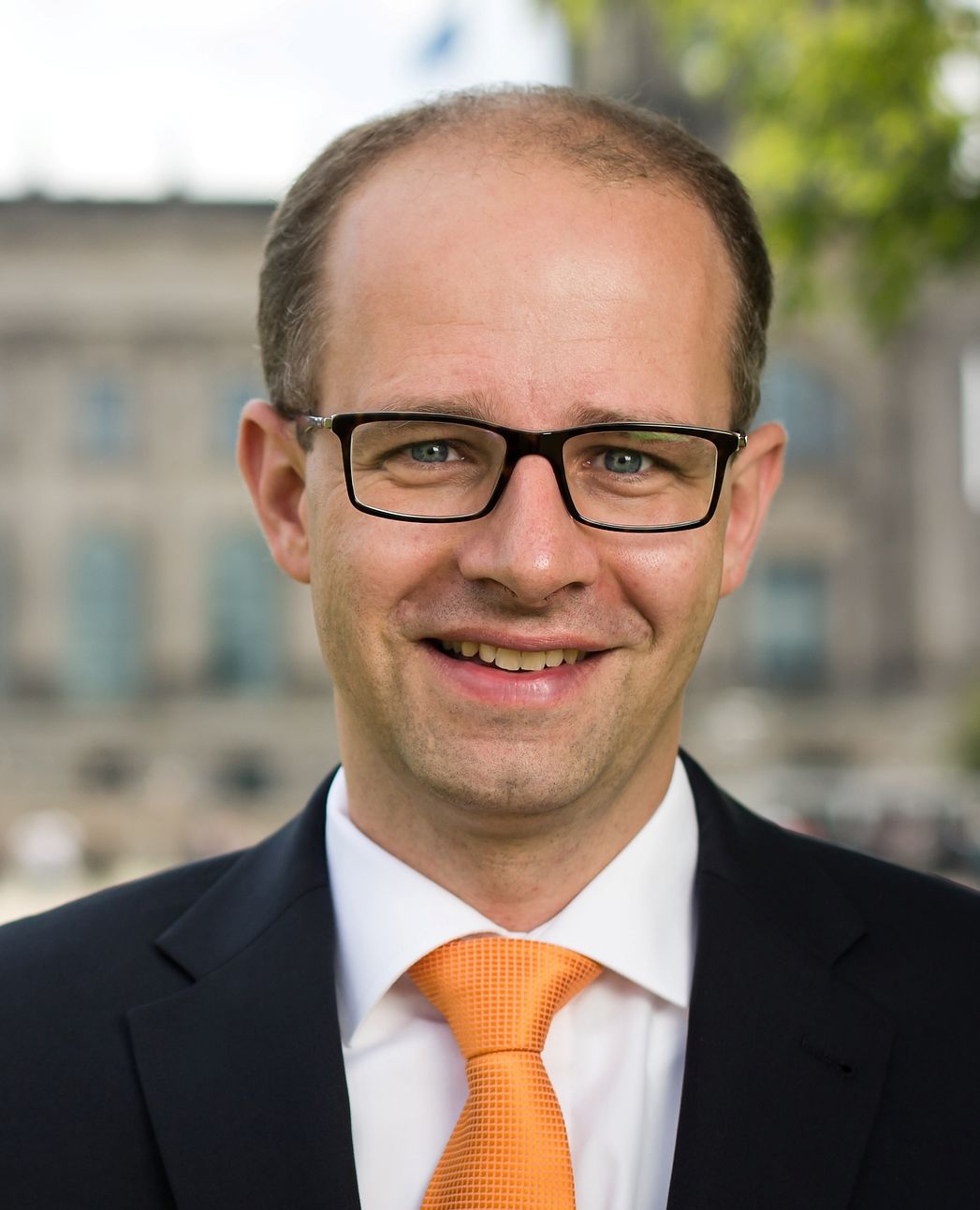
Michael Brand (2013)

Michael Brand (* 19. November 1973 in Fulda) ist ein deutscher Politiker (CDU). Er ist seit 2005 Mitglied des Deutschen Bundestages und seit 2025 Parlamentarischer Staatssekretär bei der Bundesministerin für Bildung, Familie, Senioren, Frauen und Jugend.

## Leben
Nach dem Abitur 1994 an der Winfriedschule Fulda leistete Brand seinen Wehrdienst ab und begann 1995 ein Studium der Politikwissenschaft, Geschichte und Rechtswissenschaft an der Rheinischen Friedrich-Wilhelms-Universität Bonn, das er 2001 als Magister Artium (M.A.) abschloss. Während seines Studiums arbeitete er von 1995 bis 2000 am European Balkan Institute in Bonn und absolvierte zudem von 1997 bis 1998 ein Auslandsstudium in Sarajevo, wobei er 1998 u. a. als Wahlbeobachter der OSZE tätig war. In Bonn trat Brand dem wissenschaftlichen katholischen Studentenverein Unitas-Salia bei. Nach Abschluss seines Studiums war Brand bis 2005 als Pressesprecher der CDU-Fraktion im Hessischen Landtag sowie des CDU-Landesverbandes Hessen. Zudem war er zwischen 1996 und 2000 als unabhängiger Journalist im In- und Ausland tätig.
Michael Brand ist evangelischer Konfession, seit 2004 verheiratet und hat drei Kinder. Er ist deutscher Muttersprachler, hat fortgeschrittene Kenntnisse in Englisch und Grundkenntnisse in Französisch und Bosnisch.

## Partei

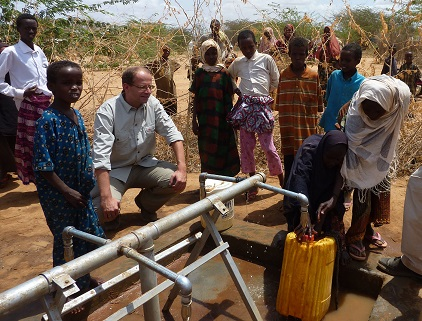
Michael Brand in Dadaab, Kenia

Brand trat als Schüler 1988 in die Junge Union (JU) und 1993 in die CDU ein. Von 1991 bis 1996 gehörte er dem Vorstand des JU-Kreisverbandes Fulda an dessen stellvertretender Kreisvorsitzender er von 1992 bis 1996 war. Von 2000 bis 2001 war Brand Pressesprecher der JU Deutschlands.

## Abgeordneter

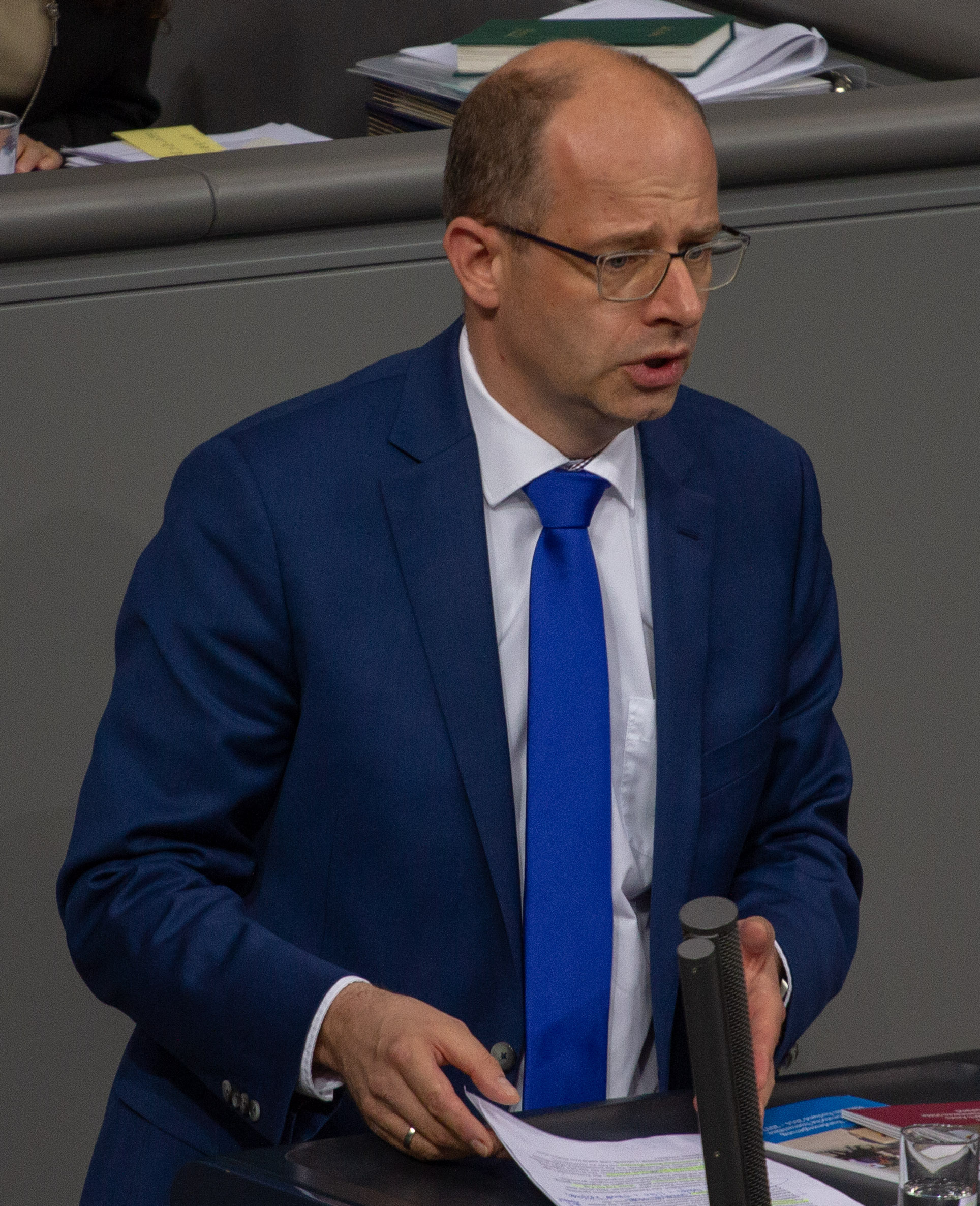
Brand im Bundestag, 2019

Seit 2005 ist Brand als jeweils direkt gewählter Abgeordneter Mitglied des Deutschen Bundestages. Bei der Bundestagswahl 2005 zog Brand im Bundestagswahlkreis Fulda mit 39,1 % der Erststimmen erstmals in den Bundestag ein. Bei der Bundestagswahl 2009 erhielt Brand 49,8 % der Erststimmen bei der Bundestagswahl 2013 58,3 %.  2017 erhielt er 45,2 %, 2021 dann 38,1 % der Erststimmen. 2025 wurde er mit dem höchsten Erstimmenergebnis in Hessen (43,3 %) gewählt.
Brand war bis zu seiner Berufung zum Parlamentarischen Staatssekretär von 2009 bis 2025 Mitglied im Ausschuss für Menschenrechte und humanitäre Hilfe; von 2013 bis 2017 war Brand Vorsitzender des Ausschusses. Nachdem er von seiner Fraktion zum Sprecher und Vorsitzenden der Arbeitsgruppe seiner Fraktion für Menschenrechte und humanitäre Hilfe gewählt worden war, gab er den Vorsitz ab.
Brand war in der 20. Wahlperiode Mitglied im Ausschuss für Inneres und Heimat und vom Bundestag gewähltes Mitglied im Kuratorium der Bundeszentrale für politische Bildung. Dazu war Brand stv. Mitglied im Auswärtigen Ausschuss und stv. Mitglied in der Parlamentarischen Versammlung der NATO.
Brand ist Stv. Vorsitzender der Deutsch-Südosteuropäischen Parlamentariergruppe. Er ist zudem Vorsitzender der fraktionsübegreifenden Parlamentsgruppe Tibet.
Seit Oktober 2018 ist Brand als Nachfolger von Michael Meister Vorsitzender der CDU-Landesgruppe Hessen im Deutschen Bundestag. Zudem ist er Mitglied des Fraktionsvorstandes des CDU/CSU-Bundestagsfraktion.
Brand war Mitglied im 1. Untersuchungsausschuss der 20. Wahlperiode des Deutschen Bundestages.
Ehrenamtlich ist Brand Gründungsvorsitzender der „Koalition Ruut-Wiies“ im Deutschen Bundestag, eines Zusammenschlusses von Mitgliedern und Fans des Fußballvereins 1. FC Köln.
Im Zuge der Bildung des Kabinetts Merz wurde er am 6. Mai 2025 zum Parlamentarischen Staatssekretär bei der Bundesministerin für Bildung, Familie, Senioren, Frauen und Jugend, Karin Prien (CDU), ernannt. Seit Juli 2025 ist er außerdem Beauftragter der Bundesregierung gegen Antiziganismus und für das Leben der Sinti und Roma in Deutschland.

## Politische Positionen

### Sterbebegleitung
Gemeinsam mit Abgeordneten aus allen Fraktionen legte Brand im Jahr 2014 einen fraktionsübergreifenden Gesetzesentwurf zum Verbot der geschäftsmäßigen Suizidbeihilfe vor und war fraktionsübergreifend wesentlicher Koordinator für dieses „vielleicht anspruchsvollste Projekt dieser Legislaturperiode“ (Bundestagspräsident Norbert Lammert). Nach einer ersten großen Orientierungsdebatte im Jahr 2014 und einer mehrstündigen, offen und leidenschaftlich geführten Debatte über vier unterschiedliche Gruppenanträge erhielt der Gesetzesantrag von Brand und anderen am 6. November 2015 im Deutschen Bundestag bereits im 1. Durchgang eine große Mehrheit von 360 der 602 abgegebenen Stimmen und wurde damit zur gesetzlichen Regelung. Es war die erste Reform der Sterbehilfe nach Jahrzehnten gescheiterter Versuche.
Nach Klagen von Sterbehilfe-Organisationen und Einzelklägern wurde das Gesetz am 26. Februar 2020 vom Bundesverfassungsgericht für verfassungswidrig und u. a. mit der Menschenwürdegarantie des Artikel 1 Absatz 1 des Grundgesetzes für unvereinbar erklärt. Die Urteilsbegründung führt u. a. aus: „§ 217 StGB suspendiert […] die Selbstbestimmung des Einzelnen […] vollständig, indem er den Entschluss zur Selbsttötung einem unwiderleglichen Generalverdacht mangelnder Freiheit und Reflexion unterstellt. Dadurch wird die verfassungsprägende Grundvorstellung des Menschen als eines in Freiheit zu Selbstbestimmung und Selbstentfaltung fähigen Wesens in ihr Gegenteil verkehrt.“(Rn. 279).
Nach dem Urteil kritisierte Brand wie andere prominente Verfechter der Reform der Sterbebegleitung, darunter der ehemalige Bundestagspräsident Wolfgang Thierse das Urteil. Brand schrieb dazu in der Zeitschrift „Herder Korrespondenz“: „Das letzte Wort über die grundlegende Frage des Schutzes der Autonomie auch und gerade bei der Entscheidung über den Tod ist mit diesem Urteil noch nicht gesprochen.“ Die Zeitschrift konstatierte, dass sich im Parlament „Widerstand“ gegen das Urteil bilde. Der FAZ-Redakteur Christian Geyer-Hindemith stellte dazu im Feuilleton der FAZ die Frage: „Was schwebt dem CDU-Abgeordneten Brand vor, wenn er mit einer Rhetorik der Verweigerung den Vollzug der Karlsruher Anweisungen in Frage stellt?“.

### Ausbau Palliativmedizin und Hospizversorgung
Brand ist vehementer Vertreter eines flächendeckenden Ausbaus von Palliativ- und Hospizversorgung in Deutschland. Er hatte dieses Thema mit in den Koalitionsvertrag von CDU/CSU und SPD für die 18. Wahlperiode 2013–2017 eingebracht. Parallel zur seinerzeitigen Reform der Sterbehilfe beschloss der Bundestag eine erhebliche Ausweitung der finanziellen Unterstützung der Hilfen des Bundes für diesen Bereich. Brand bezeichnete diesen Ausbau als die andere Seite der Medaille der Sterbebegleitung. In seiner Heimatstadt Fulda wurde Brand im Januar 2016 zum Vorsitzenden des Hospizfördervereins Fulda e. V. gewählt.

### Menschenrechte und Humanitäre Hilfe

#### Einreiseverbot China
Weges seines Eintretens für die Menschenrechte in China, u. a. für Tibeter, Uighuren und Christen, wurde Brand vom chinesischen Regime an der Einreise gehindert. Zur ersten Reise einer Delegation des Bundestagsausschusses für Menschenrechte nach vielen Jahren in die Volksrepublik China (VRC) Ende Mai 2016, die Brand als Vorsitzender leiten sollte, verweigerte die VRC ihm die Einreise. Der Ausschuss für Menschenrechte und humanitäre Hilfe verurteilte dieses Einreise-Verbot gegen Brand sowie die wiederholten Versuche des chinesischen Botschafters und von Vertretern des chinesischen Volkskongresses, mit Druck auf Termine und Veröffentlichungen von Brand man anderen Abgeordneten des Deutschen Bundestages zum Thema Menschenrechte in Tibet Einfluss nehmen zu wollen. Der Ausschuss beschloss einstimmig, dass allein der Bundestag über die Zusammenstellung seiner Delegation bestimme. Die Versuche der chinesischen Vertreter wurden verurteilt.

#### Türkei
Brand zählt zu den Initiatoren der Armenien-Resolution, die der Deutsche Bundestag mit einer Gegenstimme bei einer Enthaltung am 2. Juni 2016 verabschiedete. Der Beschluss rief heftige türkische Reaktionen hervor; die Türkei zog zeitweilig ihren Botschafter aus Berlin zurück, der türkische Präsident Erdogan attackierte einzelne deutsche Abgeordnete öffentlich. Bereits zum 100. Jahrestag des Genozids im Jahr 2015 hatte Brand gefordert, die „planmäßige Vertreibung und Vernichtung von über einer Million ethnischer Armenier“ und anderen christlichen Minderheiten eindeutig als Völkermord zu benennen.
Als erster deutscher Bundestagsabgeordneter nach dem gescheiterten Putsch in die Türkei reiste Brand im Jahr 2016 in die Türkei. Er prangerte das Vorgehen der Behörden gegen große Teile der Zivilgesellschaft, gegen Menschenrechtsaktivisten und unabhängige Stiftungen sowie Medien, Opposition und Justiz deutlich an und warnte und die deutsche Bundesregierung vor „Schönfärberei“ der Ereignisse. Unter anderem übernahm er eine Parlamentarische Patenschaft für den in der Türkei inhaftierten Journalisten Deniz Yücel und setzte sich für dessen Freilassung sowie die des deutschen Menschenrechtlers Peter Steudtner und der Direktorin von amnesty international, Idil Eser, ein. Wiederholt wurde Brand eine Einreise in die Türkei zum Besuch bei deutschen Soldaten auf dem türkischen Stützpunkt Incirlik und auch in Konya von der Regierung von Präsident Erdogan verweigert.

#### Ägypten
In Ägypten wurde Brand eigenen Angaben zufolge zu Beginn seines Urlaubs in Hurghada von Beamten des ägyptischen Sicherheitsapparates verhört und angeschrien. Ihm wurde außerdem sein Reisepass für die Zeit des Aufenthalts abgenommen. Brand hatte zuvor regelmäßig die Menschenrechtslage in der Diktatur adressiert.

#### Humanitäre Hilfe
Als Vorsitzender des Ausschusses für Menschenrechte und humanitäre Hilfe richtete Brand den Fokus verstärkt auf das Thema Humanitäre Hilfe – etas durch öffentliche Expertengespräche zum Thema Humanitärer Weltgipfel 2016: Globale Flüchtlingssituation – Finanzierung des wachsenden humanitären Bedarfs sicherstellen, sowie durch Anhörungen im Bundestag zu Qualitätsstandards und Plenardebatten zum Thema.
2016 war Brand Teil der deutschen Delegation zum 1. Humanitären Weltgipfel, an dem auf Einladung des UN-Generalsekretärs über 170 Staaten und 600 NGOs in Istanbul zusammen kamen. Brand forderte, die Perspektive der humanitären Hilfe müsse sich stark verändern – von reaktiver Hilfeleistung nach einer Krise zu vorausschauender Prävention von Krisen.

## Veröffentlichungen
- als Herausgeber: Sterbehilfe oder Sterbebegleitung? Die Debatte. Herder Verlag, Freiburg im Breisgau 2015, ISBN 978-3-451-30623-5.
- Die Krise zum Wendepunkt machen. In: Wolfgang Ischinger, Dirk Messner (Hrsg.): Deutschlands neue Verantwortung. Die Zukunft der deutschen und europäischen Außen-, Entwicklungs- und Sicherheitspolitik. Econ-Verlag, Berlin 2017, ISBN 978-3-430-20235-0
- Migration und Identität. Ein Plädoyer für mehr Aufrichtigkeit. Verlag Schöningh, Berlin 2018. In: Grenzen - der demokratische Rechtsstaat und die Herausforderung der Migration, S. 187–202
- Raus aus Daytonistan – Europa muss seine Doppelbödigkeit beenden. In: Bosnien im Fokus. Die zweite politische Herausforderung des Christian Schwarz-Schilling. Verlag Hans Schiler, Berlin/Tübingen 2010, ISBN 978-3-89930-266-0, S. 379 ff.
- Opfern helfen, Täter stellen! In: Dokumentation 20 Jahre Gesellschaft für bedrohte Völker Bosnien und Herzegowina – 20 Jahre Suche nach Gerechtigkeit, 20 Jahre Einsatz für Opfer, 20 Jahre für das einheitliche und ungeteilte Bosnien-Herzegowina, Sarajevo 2017
- „Fulda Gap“: Sowjetarmee wollte Stadt Fulda als Hauptquartier. In: Geschichte der Stadt Fulda. Parzeller Buchverlag, Fulda 2008, ISBN 978-3-7900-0398-7, S. 219ff.
- Verzweifelten die Verzweiflung nehmen, nicht das Leben. Über den Schutz der Menschenwürde am Ende des Lebens. In: Kompass „C“. Berlin 2017
- Wir wollen nicht Stumme Hunde sein. Kreuz Verlag. Hamburg 2018. In: Glaube, Liebe, Hoffnung. Die Bibel der Politikerinnen und Politiker. Nikolaus Schneider (Hg.), S. 39–41
- Wie Bonifatius in den Reichstag kam. Michael Imhof Verlag, Petersberg 2017, ISBN 978-3-7319-0591-2

## Mitgliedschaften
- seit 2006 Mitglied des Kreistags Fulda
- seit 2009 Mitglied im Programmbeirat und seit 2013 im Stiftungsrat der Point-Alpha-Stiftung
- seit 2009 Mitglied im Kuratorium der Bundeszentrale für politische Bildung
- seit 2010 Mitglied im Beirat Biosphärenreservat Rhön
- seit 2012 Mitglied im Kuratorium Aktion Deutschland hilft
- seit 2014 Mitglied im Beirat Kinder-Akademie Fulda
- seit 2015 Mitglied der Kammer für Öffentliche Verantwortung der EKD
- seit 2016: Vorsitzender des Hospiz-Fördervereins Fulda[41]